# ال‌ا امر (پی ۲۱)
ال‌ا امر (پی ۲۱) (به انگلیسی: LÉ Emer (P21)) یک کشتی است که طول آن ۶۵٫۲ متر (۲۱۴ فوت) می‌باشد. این کشتی در سال ۱۹۷۷ ساخته شد.